# Mecánica de contacto por fricción

Un cojinete de bolas, ejemplo clásico del contacto por fricción entre un conjunto de esferas y dos superficies de rodadura

La mecánica de contacto es el estudio de la deformación de los sólidos que se tocan en uno o más puntos. Esto se puede dividir en fuerzas de compresión y adhesivas en la dirección perpendicular al contacto, y fuerzas de fricción en la dirección tangencial. La mecánica de contacto por fricción es el estudio de la deformación de los cuerpos en presencia de efectos de fricción, mientras que la mecánica de contacto sin fricción supone la ausencia de tales efectos. 
La mecánica de contacto por fricción tiene que ver con una amplia gama de escalas diferentes. 
- A escala macroscópica, se aplica para la investigación del movimiento de los cuerpos en contacto (véase dinámica de contacto). Por ejemplo, el rebote de una pelota de goma sobre una superficie depende de la interacción de fricción en la zona de contacto. Aquí la fuerza total frente a la deformación y el desplazamiento lateral representan el efecto principal.
- En la escala intermedia, el foco de estudio radica en los esfuerzos locales, tensiones y deformaciones de los cuerpos en contacto dentro y cerca del área de contacto. Por ejemplo, para deducir o validar modelos de contacto a escala macroscópica, o para investigar el desgaste y los daños por fatiga de las superficies de cuerpos en contacto. Las áreas de aplicación de esta escala son la interacción neumático-pavimento, interacción ferroviaria rueda-carril, el análisis de rodamientos de rodillos, etc.
- Finalmente, en las escalas micro y nanoscópica, la mecánica de contacto se utiliza para aumentar la comprensión de los sistemas tribológicos (por ejemplo, investigar el origen de la fricción) y para la ingeniería de dispositivos avanzados, como microscopios de fuerza atómica y dispositivos MEMS.

Esta página se ocupa principalmente de la segunda escala: obtener información básica sobre las tensiones y deformaciones en y cerca de la zona de contacto, sin prestar demasiada atención a los mecanismos detallados por los que se producen. 

## Historia
Varios científicos, ingenieros y matemáticos famosos contribuyeron a la comprensión de los fenómenos de fricción, entre los que se incluyen Leonardo da Vinci, Guillaume Amontons, John Theophilus Desaguliers, Leonhard Euler y Charles-Augustin de Coulomb. Posteriormente, Nikolái Pávlovich Petrov, Osborne Reynolds y Richard Stribeck complementaron el conocimiento en este campo con teorías sobre la lubricación. 
La deformación de materiales sólidos fue investigada en los siglos XVII y XVIII por Robert Hooke, Joseph Louis Lagrange, y en los siglos XIX y XX por d'Alembert y Timoshenko. Con respecto a la mecánica de contacto, destaca la contribución clásica de Heinrich Hertz. Además, las soluciones fundamentales de Boussinesq y Cerruti son de importancia primordial para la investigación de los problemas de contacto por fricción en el régimen elástico (lineal). 

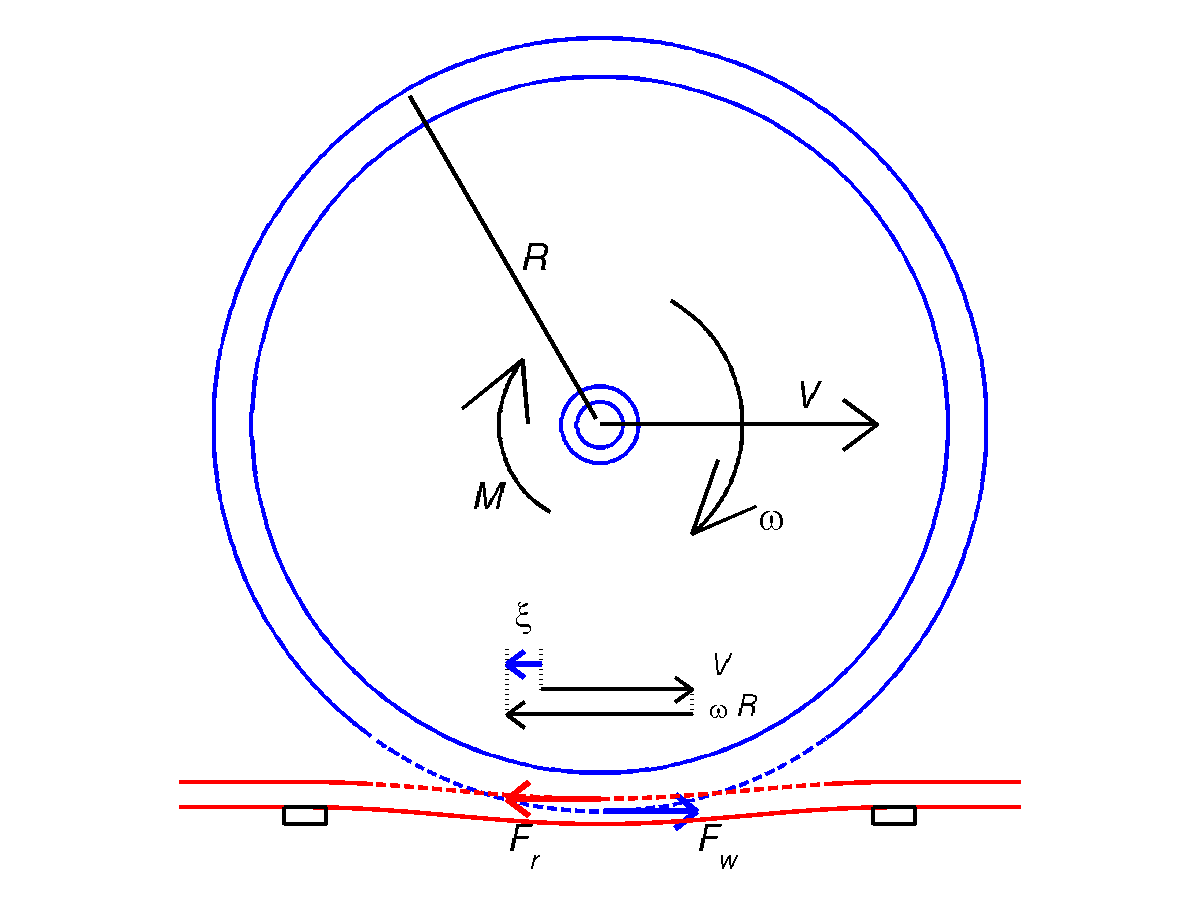
En aplicaciones ferroviarias, se estudia la relación entre el arrastre (diferencia de velocidad) y la fuerza de fricción

Los resultados clásicos para un verdadero problema de contacto por fricción remontan a los trabajos de F.W. Carter (1926) y H. Fromm (1927). Presentaron independientemente la relación de fluencia frente a la fuerza de fluencia para un cilindro en un plano o para dos cilindros en contacto rodante constante utilizando la ley de fricción seca de Coulomb (véase más abajo). Estos se aplican a la tracción de locomotoras ferroviarias y para comprender el movimiento de lazo de los vehículos ferroviarios. Con respecto al deslizamiento, las soluciones clásicas se deben a C. Cattaneo (1938) y R.D. Mindlin (1949), quienes consideraron el desplazamiento tangencial de una esfera en un plano (véase más abajo).
En la década de 1950, creció el interés en el contacto rodante de las ruedas del ferrocarril. En 1958, Kenneth L. Johnson presentó un enfoque aproximado para el problema de fricción 3D con la geometría hertziana, ya sea con arrastre lateral o giratorio. Entre otros hechos, descubrió que el deslizamiento por rotación, que es simétrico con respecto al centro de la zona de contacto, conduce a una fuerza lateral neta en condiciones de rodadura. Esto se debe a las diferencias de proa a popa en la distribución de tracciones en la zona de contacto. 
En 1967, Joost Jacques Kalker publicó su tesis doctoral sobre la teoría lineal del contacto rodante. Esta teoría es exacta para la situación de un coeficiente de fricción infinito, en cuyo caso el área de deslizamiento se desvanece, y es aproximada para arrastres no desvanecidos. Asume la ley de fricción de Coulomb, que requiere más o menos (escrupulosamente) superficies limpias. Esta teoría es para cuerpos masivos como el contacto ferroviario rueda-carril. Con respecto a la interacción neumático de carretera, una contribución importante se refiere a la llamada fórmula del neumático mágico de Hans Pacejka.
En la década de 1970, se idearon muchos modelos numéricos. Enfoques particularmente variacionales, como los que se basan en las teorías de existencia y singularidad de Duvaut y Lion. Con el tiempo, se convirtieron en enfoques de elementos finitos para problemas de contacto con modelos de materiales y geometrías generales, y en enfoques basados en el espacio medio para los llamados problemas de contacto de bordes lisos para materiales linealmente elásticos. Los modelos de la primera categoría fueron presentados por Laursen y por Wriggers. Un ejemplo de esta última categoría es el modelo CONTACT de Kalker.
Un inconveniente de los enfoques variacionales bien fundamentados son sus grandes tiempos de cálculo. Por lo tanto, también se idearon muchos enfoques aproximados diferentes. Varias teorías aproximadas bien conocidas para el problema del contacto continuo son el enfoque FASTSIM de Kalker, la fórmula de Shen-Hedrick-Elkins y el enfoque de Polach. 
En el documento de Knothe se proporciona más información sobre la historia del problema del contacto entre la rueda y el carril. Además, Johnson recopiló en su libro una gran cantidad de información sobre la mecánica de contacto y temas relacionados. Con respecto a la mecánica de contacto rodante, Kalker también presenta una visión general de varias teorías. Finalmente, las actas de un curso del CISM son interesantes, ya que proporcionan una introducción a los aspectos más avanzados de la teoría del contacto continuo.

## Formulación del problema
El concepto central en el análisis de los problemas de contacto por fricción es la comprensión de que las tensiones en la superficie de cada cuerpo varían espacialmente. En consecuencia, las distorsiones y deformaciones de los cuerpos también varían con la posición. Y el movimiento de las partículas de los cuerpos en contacto puede ser diferente en diferentes lugares: en parte de la zona de contacto, las partículas de los cuerpos opuestos pueden adherirse (pegarse) entre sí, mientras que en otras partes de la zona de contacto se produce un movimiento relativo. Este deslizamiento relativo local se llama micro deslizamiento. 
Esta subdivisión del área de contacto en áreas de adherencia y deslizamiento se manifiesta también en patrones de desgaste. Téngase en cuenta que el desgaste ocurre solo donde se disipa la potencia, lo que requiere tensión y desplazamiento relativo local (deslizamiento) entre las dos superficies. 
El tamaño y la forma de la zona de contacto en sí y de sus áreas de adhesión y deslizamiento generalmente se desconocen de antemano. Si se conocieran, entonces los campos elásticos en los dos cuerpos podrían resolverse independientemente uno del otro y el problema ya no sería un problema de contacto. 
Se pueden distinguir tres componentes diferentes en un problema de contacto. 
1. En primer lugar, existe la deformación de los cuerpos separados en reacción a las cargas aplicadas en sus superficies. Este es el tema general de la mecánica de medios continuos. Depende en gran medida de la geometría de los cuerpos y de su comportamiento material (constitutivo) (por ejemplo, la respuesta elástica frente a la plástica, estructura homogénea frente a estratificada, etc.)
2. En segundo lugar, existe el movimiento general de los cuerpos entre sí. Por ejemplo, los cuerpos pueden estar en reposo (estática) o acercarse rápidamente (impacto), y pueden desplazarse (deslizarse) o rotar (rodar) unos sobre otros. Estos movimientos generales habitualmente se estudian en la mecánica clásica, véase, por ejemplo, la dinámica multicuerpo.
3. Finalmente están los procesos en la zona de contacto: compresión y adhesión en la dirección perpendicular a la zona de contacto, y fricción y micro deslizamiento en las direcciones tangenciales.

El último aspecto es la principal preocupación de la mecánica de contacto. Se describe en términos de las llamadas condiciones de contacto. Para la dirección perpendicular a la superficie de contacto, el problema de contacto habitual, los efectos de adherencia suelen ser pequeños (a escalas espaciales más grandes) y generalmente se emplean las siguientes condiciones: 
1. El hueco {\displaystyle e_{n}} entre las dos superficies debe ser cero (contacto) o estrictamente positivo (separación, {\displaystyle e_{n}>0});
2. La tensión normal {\displaystyle p_{n}} actuante sobre cada cuerpo es cero (separación) o compresiva ( {\displaystyle p_{n}>0} implica contacto).

Matemáticamente: {\displaystyle e_{n}\geq 0,p_{n}\geq 0,e_{n}\cdot p_{n}=0\,\!} . Aquí {\displaystyle e_{n},p_{n}} son funciones que varían con la posición a lo largo de las superficies de los cuerpos. 
En las direcciones tangenciales, a menudo se usan las siguientes condiciones: 
1. El esfuerzo cortante local (tangencial) {\displaystyle {\vec {p}}=(p_{x},p_{y})^{\mathsf {T}}\,\!} (asumiendo la dirección normal paralela al eje-{\displaystyle z}) no puede exceder un cierto máximo dependiente de la posición, el llamado límite de tracción {\displaystyle g};
2. Donde la magnitud de la tracción tangencial cae por debajo del límite de tracción {\displaystyle \|{\vec {p}}\|<g\,\!}, las superficies opuestas se adhieren y desaparece el microdeslizamiento, {\displaystyle {\vec {s}}=(s_{x},s_{y})^{\mathsf {T}}={\vec {0}}\,\!} ;
3. El microdeslizamiento se produce donde las tracciones tangenciales están en el límite de tracción; la dirección de la tracción tangencial es opuesta a la dirección del microdeslizamiento {\displaystyle {\vec {p}}=-g{\vec {s}}/\|{\vec {s}}\|\,\!} .

La forma precisa del límite de tracción es la llamada ley de fricción local. Para esta ley de fricción (global) de Coulomb a menudo se aplica localmente: {\displaystyle \|{\vec {p}}\|\leq g=\mu p_{n}\,\!}, con {\displaystyle \mu } siendo el coeficiente de fricción. También son posibles fórmulas más detalladas, por ejemplo con {\displaystyle \mu } dependiendo de la temperatura {\displaystyle T}, de la velocidad de deslizamiento local {\displaystyle \|{\vec {s}}\|} o de otros factores. 

## Soluciones para casos estáticos

### Cuerda en un bolardo, la ecuación del cabrestante

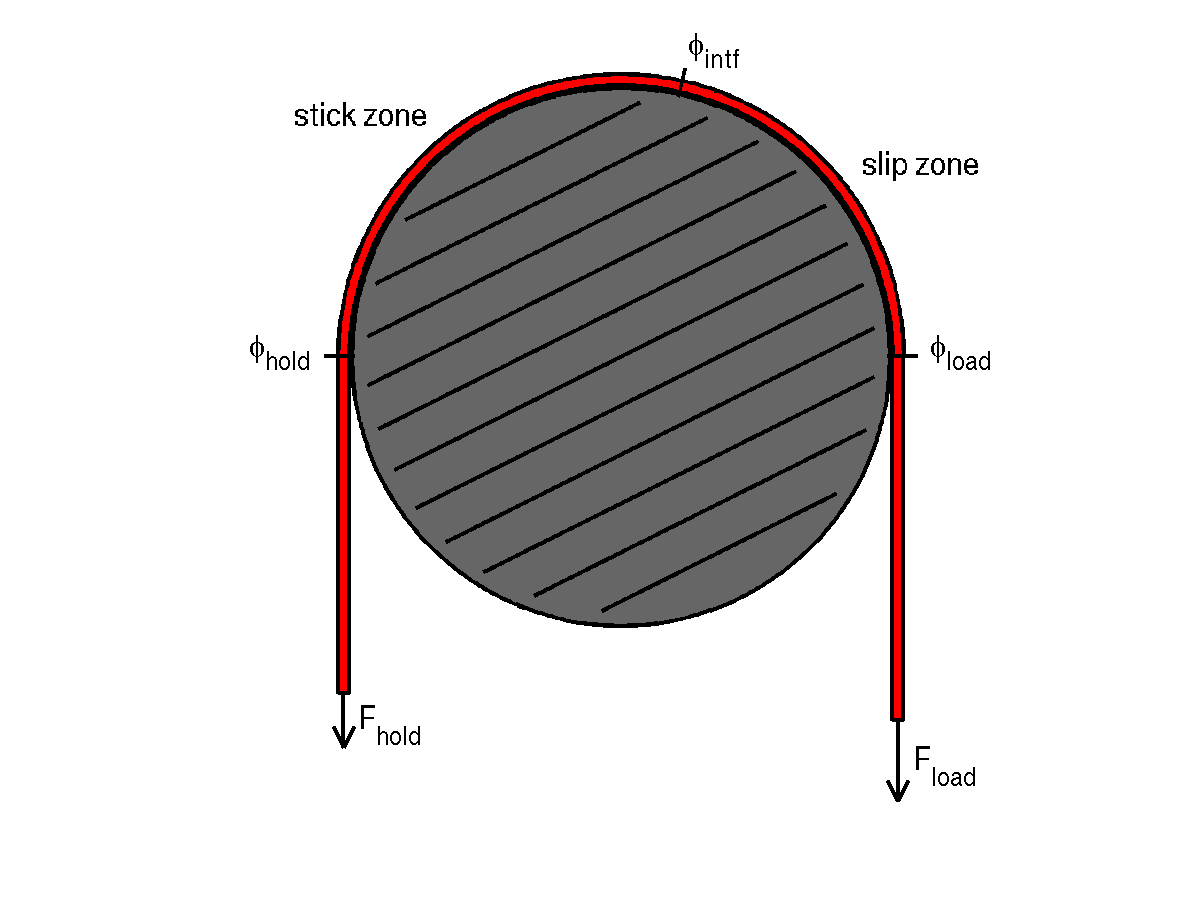
Ilustración de una cuerda elástica envuelta alrededor de un elemento fijo, como un bolardo. El área de contacto se divide en zonas de enganche y deslizamiento, dependiendo de las cargas ejercidas en ambos extremos y de la sucesión de cargas aplicadas

Considérese una cuerda en cuyos extremos se ejercen fuerzas iguales y de sentido opuesto (por ejemplo, {\displaystyle F_{\text{sostenida}}=400\,\mathrm {N} }). Por efecto de las cargas, la cuerda se estira un poco y se produce una tensión interna {\displaystyle T} inducida ( {\displaystyle T=400\,\mathrm {N} } en cada posición a lo largo de la cuerda). La cuerda se enrolla alrededor de un elemento fijo, como un bolardo, sobre cuya superficie cilíndrica se dobla y hace contacto con su superficie a lo largo de un ángulo de contacto determinado (por ejemplo, {\displaystyle 180^{\circ }}). En estas circunstancias, se produce una presión normal entre la cuerda y el bolardo, pero todavía no se produce fricción. A continuación, la fuerza en un lado del bolardo aumenta a un valor más alto (por ejemplo, de {\displaystyle F_{\text{carga}}=600\,\mathrm {N} }). Esto causa tensiones de cizallamiento por fricción en el área de contacto. En la situación final, el bolardo ejerce una fuerza de fricción sobre la cuerda, de manera que se produzca una situación estática. 
La distribución de la tensión en la cuerda en esta situación final se describe mediante la ecuación del cabrestante, con solución: 
{\displaystyle {\begin{aligned}T(\phi )&=T_{\text{sostenida}},&\phi &\in \left[\phi _{\text{sostenida}},\phi _{\text{intf}}\right]\\T(\phi )&=T_{\text{carga}}e^{-\mu \phi },&\phi &\in \left[\phi _{\text{intf}},\phi _{\text{carga}}\right]\\\phi _{\text{intf}}&={\frac {1}{\mu }}\log \left({\frac {T_{\text{carga}}}{T_{\text{sostenida}}}}\right)&\end{aligned}}}
La tensión aumenta de {\displaystyle T_{\text{sostenida}}} en el lado de menor carga {\displaystyle \phi =\phi _{\text{sostenida}}}) a {\displaystyle T_{\text{carga}}} en el lado de mayor carga {\displaystyle \phi =\phi _{\text{carga}}}. Cuando se ve desde el lado de mayor carga, la tensión cae exponencialmente, hasta que alcanza la carga más baja en {\displaystyle \phi =\phi _{\text{intf}}}. A partir de ahí, mantiene constante este valor. El punto de transición {\displaystyle \phi _{\text{intf}}} está determinado por la relación de las dos cargas y el coeficiente de fricción. Aquí las tensiones {\displaystyle T} están en Newtons y los ángulos {\displaystyle \phi } en radianes. 
La tensión {\displaystyle T} en la cuerda en la situación final se incrementa con respecto al estado inicial. Por lo tanto, la cuerda se alarga un poco. Esto significa que no todas las partículas de la superficie de la cuerda pueden haber mantenido su posición inicial en la superficie del bolardo. Durante el proceso de carga, la cuerda se deslizó un poco a lo largo de la superficie del bolardo en el área de deslizamiento {\displaystyle \phi \in [\phi _{\text{intf}},\phi _{\text{carga}}]}. Este deslizamiento es lo suficientemente grande como para llegar al alargamiento que ocurre en el estado final. Debe tenerse en cuenta que no hay deslizamiento en el estado final, y que el término área de deslizamiento se refiere al deslizamiento que producido durante el proceso de carga. En consecuencia, la ubicación del área de deslizamiento depende del estado inicial y del proceso de carga. Si la tensión inicial es de {\displaystyle 600\,\mathrm {N} } y la tensión se reduce a {\displaystyle 400\,\mathrm {N} } en el lado de menor carga, entonces el área de deslizamiento se produce en el lado de menor carga del área de contacto. Para tensiones iniciales entre {\displaystyle 400} y {\displaystyle 600\,\mathrm {N} }, puede haber áreas de deslizamiento en ambos lados, con un área de adherencia en el medio. 

### Generalización para una cuerda que descansa sobre una superficie ortotrópica arbitraria
Si una cuerda se encuentra en equilibrio bajo fuerzas tangenciales sobre una superficie rugosa ortotrópica, se cumplen las siguientes tres condiciones (todas ellas):
1. Sin separación, la reacción normal {\displaystyle N} es positiva para todos los puntos de la curva de la cuerda:
{\displaystyle N=-k_{n}T>0}, donde {\displaystyle k_{n}} es una curvatura normal de la curva de la cuerda.
2. El coeficiente de fricción de arrastre {\displaystyle \mu _{g}} y el ángulo {\displaystyle \alpha } satisfacen los siguientes criterios para todos los puntos de la curva
{\displaystyle -\mu _{g}<\tan \alpha <+\mu _{g}}
3. Valores límite de las fuerzas tangenciales:
Las fuerzas en ambos extremos de la cuerda {\displaystyle T} y {\displaystyle T_{0}} satisfacen la siguiente desigualdad
{\displaystyle T_{0}e^{-\int _{s}\omega \mathrm {d} s}\leq T\leq T_{0}e^{\int _{s}\omega \mathrm {d} s}}
con {\displaystyle \omega =\mu _{\tau }{\sqrt {k_{n}^{2}-{\frac {k_{g}^{2}}{\mu _{g}^{2}}}}}=\mu _{\tau }k{\sqrt {\cos ^{2}\alpha -{\frac {\sin ^{2}\alpha }{\mu _{g}^{2}}}}}}, donde {\displaystyle k_{g}} es una curvatura geodésica de la curva de la cuerda, {\displaystyle k} es una curvatura de una curva de cuerda, {\displaystyle \mu _{\tau }} es un coeficiente de fricción en la dirección tangencial.
Si {\displaystyle \omega } es constante, entonces {\displaystyle T_{0}e^{-\mu _{\tau }ks\,{\sqrt {\cos ^{2}\alpha -{\frac {\sin ^{2}\alpha }{\mu _{g}^{2}}}}}}\leq T\leq T_{0}e^{\mu _{\tau }ks\,{\sqrt {\cos ^{2}\alpha -{\frac {\sin ^{2}\alpha }{\mu _{g}^{2}}}}}}}.
Esta generalización fue obtenida por A. Konyukhov.

### Esfera en un plano: el problema de Cattaneo (3D)
Considere una esfera que se presiona sobre un plano (un semiespacio) y luego se desplaza sobre la superficie del plano. Si la esfera y el plano se idealizan como cuerpos rígidos, entonces el contacto ocurriría en un solo punto, y la esfera no se movería hasta que la fuerza tangencial que se aplica superase la fuerza de fricción máxima. Luego comenzaría a deslizarse sobre la superficie hasta que la fuerza aplicada se redujera nuevamente. 
En realidad, teniendo en cuenta los efectos elásticos, la situación es muy diferente. Si se presiona una esfera elástica sobre un plano elástico del mismo material, ambos cuerpos se deforman, aparece un área de contacto circular y surge una distribución de presión normal (hertziana). El centro de la esfera se mueve hacia abajo una distancia {\displaystyle \delta _{n}} llamado enfoque, que es equivalente a la penetración máxima de las superficies no deformadas. Para una esfera de radio {\displaystyle R} y constantes elásticas {\displaystyle E,\nu } Esta solución hertziana dice: 
{\displaystyle {\begin{aligned}p_{n}(x,y)&=p_{0}{\sqrt {1-{\frac {r^{2}}{a^{2}}}}}&r&={\sqrt {x^{2}+y^{2}}}\leq a&a&={\sqrt {R\delta _{n}}}\\p_{0}&={\frac {2}{\pi }}E^{*}{\sqrt {\frac {\delta _{n}}{R}}}&F_{n}&={\frac {4}{3}}E^{*}{\sqrt {R}}\delta _{n}^{\frac {3}{2}}&E^{*}&={\frac {E}{2\left(1-\nu ^{2}\right)}}\end{aligned}}}
A continuación, se considera que se aplica una fuerza tangencial {\displaystyle F_{x}} con un valor inferior al límite de fricción de Coulomb {\displaystyle \mu F_{n}}. El centro de la esfera se moverá lateralmente una pequeña distancia {\displaystyle \delta _{x}} denominada desplazamiento. Se obtiene un equilibrio estático en el que se producen deformaciones elásticas, así como tensiones de cizallamiento por fricción en la zona de contacto. En este caso, si la fuerza tangencial se reduce, las deformaciones elásticas y los esfuerzos cortantes también se reducen. La esfera retorna en gran medida a su posición original, excepto por las pérdidas por fricción que surgen debido al deslizamiento local en la zona de contacto. 
Este problema de contacto fue resuelto de forma aproximada por Cattaneo, utilizando un enfoque analítico. La distribución de tensiones en el estado de equilibrio consta de dos partes: 
{\displaystyle {\begin{aligned}p_{x}(x,y)&=\mu p_{0}\left({\sqrt {1-{\frac {r^{2}}{a^{2}}}}}-{\frac {c}{a}}{\sqrt {1-{\frac {r^{2}}{c^{2}}}}}\right)&0\leq {}&r\leq c\\p_{x}(x,y)&=\mu p_{n}(x,y)&c\leq {}&r\leq a\\p_{x}(x,y)&=0&a\leq {}&r\end{aligned}}}
En la región central se presenta un fenómeno de adherencia en la zona donde {\displaystyle 0\leq r\leq c}. Las partículas superficiales del plano se desplazan sobre {\displaystyle u_{x}=\delta _{x}/2} a la derecha mientras que las partículas superficiales de la esfera se desplazan sobre {\displaystyle u_{x}=-\delta _{x}/2} a la izquierda. A pesar de que la esfera en su conjunto se mueve {\displaystyle \delta _{x}} en relación con el plano, estas partículas de la superficie no se desplazan entre sí. En el anillo exterior {\displaystyle c\leq r\leq r}, las partículas de la superficie se desplazan unas con respecto a la otras. Su variación local se obtiene como 
{\displaystyle s_{x}(x,y)=\delta _{x}+u_{x}^{\text{esfera}}(x,y)-u_{x}^{\text{plano}}(x,y)}
Este desplazamiento {\displaystyle s_{x}(x,y)} es precisamente tan grande que se obtiene un equilibrio estático con tensiones cortantes en tracción ligadas a la denominada zona de deslizamiento. 
Entonces, durante la carga tangencial de la esfera, se produce un deslizamiento parcial. El área de contacto se divide así en un área de deslizamiento, donde las superficies se mueven una con respecto a la otra; y un área de adherencia, donde no se mueven. En el estado de equilibrio, no hay más deslizamiento. 

## Soluciones para problemas de deslizamiento dinámico
La solución de un problema de contacto consiste en determinar el estado en la zona de contacto (con su división en áreas de adherencia y de deslizamiento, y las distribuciones de tensión normal y cortante) más el campo elástico en el interior de los cuerpos. Esta solución depende de la sucesión de cargas aplicadas, como se puede ver mediante la extensión del problema de Cattaneo descrito anteriormente. 
- En el problema de Cattaneo, la esfera se presiona primero sobre el plano y luego se desplaza tangencialmente. Esto produce un deslizamiento parcial como se describió anteriormente.
- Si la esfera se desplaza primero tangencialmente y luego se presiona sobre el plano, entonces no hay diferencia de desplazamiento tangencial entre las superficies opuestas y, en consecuencia, no hay tensión tangencial en la zona de contacto.
- Si la aproximación en la dirección normal y el desplazamiento tangencial se incrementan simultáneamente ("compresión oblicua"), se puede lograr una situación con tensión tangencial pero sin deslizamiento local.[2]

Esto demuestra que el estado en la zona de contacto no solo depende de las posiciones relativas de los dos cuerpos, sino también de su historial de movimiento. Otro ejemplo de esto ocurre si la esfera vuelve a su posición original. Inicialmente no había tensión tangencial en la zona de contacto, y después del desplazamiento inicial se produce un micro deslizamiento. Este micro deslizamiento no se deshace por completo al cambiar de sentido. Entonces, en la situación final, las tensiones tangenciales permanecen en la zona de contacto, en lo que parece una configuración idéntica a la original. 

## Solución de problemas de contacto rodante

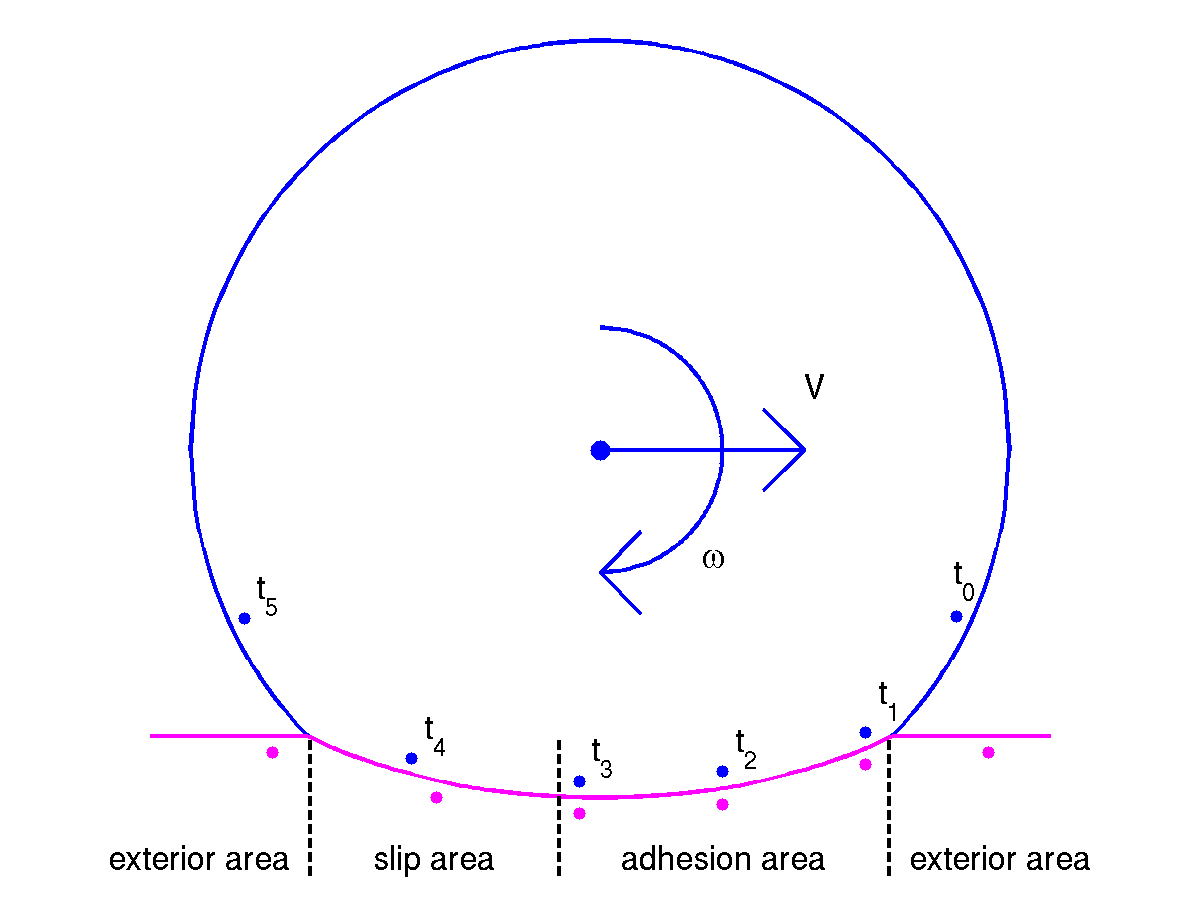
Contacto rodante entre un cilindro y un plano. Las partículas se mueven a través del área de contacto de derecha a izquierda, y se incrementa su tensión cada vez más hasta que se produce un deslizamiento local

Los problemas de contacto rodante son casos dinámicos en los que los cuerpos en contacto se mueven continuamente uno con respecto al otro. Su principal carscterística es que se presenta una gran variedad de estados de las partículas de las superficies en contacto. Mientras que la zona de contacto en un problema de deslizamiento implica más o menos las mismas partículas, en un problema de contacto rodante las partículas entran y salen de la zona de contacto sin cesar. Además, en un problema de deslizamiento, las partículas superficiales están sometidas a más o menos el mismo desplazamiento tangencial en todas partes, mientras que en un problema de rodadura las partículas superficiales reciben los esfuerzos de maneras bastante diferentes. Están libres de tensión al entrar a la zona de contacto, luego se adhieren a una partícula de la superficie opuesta, se tensan por la diferencia de movimiento general entre los dos cuerpos hasta que se excede el límite de tracción local, y por último se establece el deslizamiento local. Este proceso se produce en diferentes etapas para diferentes partes del área de contacto. 
Si el movimiento general de los cuerpos es constante, entonces se puede alcanzar una situación general estable. Aquí el estado de cada partícula superficial varía en el tiempo, pero la distribución general puede ser constante. Esto se formaliza mediante el uso de un sistema de coordenadas que se mueve junto con la zona de contacto. 

### Cilindro rodando en un plano. Solución Carter-Fromm (2D)
Considérese un cilindro que está rodando sobre un plano (un semiespacio) en condiciones estables, con un arrastre longitudinal independiente del tiempo {\displaystyle \xi }. Relativamente lejos de los extremos del cilindro se produce una situación de deformación plana y el problema es bidimensional. 
Si el cilindro y el plano son del mismos material, entonces el problema de contacto normal no se ve afectado por el esfuerzo cortante. El área de contacto es una banda {\displaystyle x\in [-a,a]}, y la presión se describe mediante la solución bidimensional de Hertz 
{\displaystyle {\begin{aligned}p_{n}(x)&={\frac {p_{0}}{a}}{\sqrt {a^{2}-x^{2}}}&|x|&\leq a&a^{2}&={\frac {4F_{n}R}{\pi E^{*}}}\\p_{0}&={\frac {2F_{n}}{\pi a}}&&&E^{*}&={\frac {E}{2\left(1-\nu ^{2}\right)}}&\end{aligned}}}
La distribución del esfuerzo cortante se describe mediante la solución de Carter-Fromm. Consiste en un área de adherencia en el borde de ataque de la zona de contacto y un área de deslizamiento en el borde de salida. La longitud del área de adherencia se denota como {\displaystyle 2a'}. Además, la coordenada de adherencia es definida por {\displaystyle x'=x+a-a'} . En caso de una fuerza positiva {\displaystyle F_{x}>0} (arrastre negativo {\displaystyle \xi <0} ), la fórmula es esta: 
{\displaystyle {\begin{aligned}p_{x}(x)&=0&|&x|\geq a\\p_{x}(x)&={\frac {\mu p_{0}}{a}}\left({\sqrt {a^{2}-x^{2}}}-{\sqrt {a'^{2}-x'^{2}}}\right)&a-2a'\leq {}&x\leq a\\p_{x}(x)&=\mu p_{n}(x)&&x\leq a-2a'\end{aligned}}}
El tamaño del área de adherencia depende de la deformación, el radio de la rueda y el coeficiente de fricción. 
{\displaystyle {\begin{aligned}a'&=a{\sqrt {1-{\frac {|F_{x}|}{\mu F_{n}}}}},&{\mbox{for }}|F_{x}|\leq \mu F_{n}\\\xi &=-\operatorname {sign} (F_{x})\,{\frac {\mu (a-a')}{R}},&{\mbox{i.e. }}|\xi |\leq {\frac {\mu a}{R}}\\F_{x}&=-\operatorname {sign} (\xi )\,\mu F_{n}\left(1-\left(1+{\frac {R|\xi |}{\mu a}}\right)^{2}\right)\end{aligned}}}
Para arrastres más grandes {\displaystyle a'=0}, como en el caso de un deslizamiento total. 

## Enfoques basados en el semiespacio
Al considerar los problemas de contacto en las escalas espaciales intermedias, se ignoran las inhomogeneidades del material a pequeña escala y la rugosidad de la superficie. Se considera que los cuerpos consisten en superficies lisas y materiales homogéneos. Se adopta un enfoque continuo donde las tensiones, deformaciones y desplazamientos se describen mediante funciones continuas (por partes). 
El enfoque del semiespacio es una estrategia de solución elegante para los llamados problemas de contacto de "bordes suaves" o "concentrados". 
1. Si se carga un cuerpo elástico masivo en una pequeña sección de su superficie, entonces los esfuerzos elásticos se atenúan proporcionalmente a {\displaystyle 1/distancia^{2}} y los desplazamientos elásticos por {\displaystyle 1/distancia} cuando uno se aleja de esta superficie.
2. Si un cuerpo no tiene esquinas afiladas en o cerca de la región de contacto, entonces su respuesta a una carga superficial puede aproximarse bien por la respuesta de un semiespacio elástico (por ejemplo, todos los puntos {\displaystyle (x,y,z)^{\mathsf {T}}\in \mathbb {R} ^{3}\,\!} con {\displaystyle z>0\,\!} )
3. El problema del semiespacio elástico se resuelve analíticamente (véase la solución de Boussinesq-Cerruti).
4. Debido a la linealidad de este enfoque, se pueden superponer múltiples soluciones parciales.

Usando la solución fundamental para el semiespacio, el problema de contacto 3D completo se reduce a un problema 2D para las superficies delimitadoras de los cuerpos. 
Otra simplificación se produce si los dos cuerpos son "geométrica y elásticamente iguales". En general, el estrés dentro de un cuerpo en una dirección también induce desplazamientos en direcciones perpendiculares. En consecuencia, existe una interacción entre la tensión normal y los desplazamientos tangenciales en el problema de contacto, y una interacción entre la tensión tangencial y los desplazamientos normales. Pero si la tensión normal en la zona de contacto induce los mismos desplazamientos tangenciales en ambos cuerpos, entonces no hay desplazamiento tangencial relativo de las dos superficies. En ese caso, los problemas de contacto normales y tangenciales están desacoplados. Si este es el caso, los dos cuerpos se denominan casi idénticos. Esto sucede, por ejemplo, si los cuerpos presentan simetría especular con respecto al plano de contacto y tienen las mismas constantes elásticas. 
Las soluciones clásicas basadas en el enfoque del semiespacio son: 
1. Hertz resolvió el problema de contacto en ausencia de fricción, para una geometría simple (superficies curvas con radios de curvatura constantes).
2. Carter consideró el contacto rodante entre un cilindro y un plano, como se describió anteriormente. Se proporciona una solución analítica completa para la tracción tangencial.
3. Cattaneo consideró la compresión y el desplazamiento de dos esferas, como se describió anteriormente. Téngase en cuenta que esta solución analítica es aproximada, y en la realidad se producen pequeñas tracciones tangenciales {\displaystyle p_{y}} que se ignoran.